# Massacre de Szczurowa
Le massacre de Szczurowa est le meurtre de 93 membres de la communauté roms par l'armée allemande dans le village polonais de Szczurowa le 3 juillet 1943,,,,.
Une liste des victimes a été préservée dans l'église locale.
Le 8 mai 1956, les habitants du village construisent une stèle sur la tombe commune des victimes de ce massacre : il s'agit du premier mémorial à la mémoire des victimes roms de ce qu'on appelle le Porajmos.